# Ludwig Berger (Politiker)
Ludwig Berger (* 29. Mai 1900 in Abensberg; † 1. März 1971 ebenda) war ein deutscher Politiker (CSU). Er war von 1946 bis 1950 Abgeordneter im Bayerischen Landtag.

## Leben
Berger absolvierte von 1913 bis 1916 eine Schneiderlehre und war danach bei der Kaiserlichen Marine in Wilhelmshaven stationiert. Nach Kriegsende besuchte er die Zuschneiderschule in Hannover und arbeitete als Schneider in Nürnberg, München und Koblenz. Im Jahr 1929 übernahm er das Anwesen und das Geschäft der Eltern. Während des Zweiten Weltkriegs wurde er zum Wehrdienst eingezogen und kehrte 1945 aus amerikanischer Gefangenschaft zurück. Er wurde danach Erster Bürgermeister von Abensberg und wurde 1946 in den Kreistag und zum Landrat gewählt. Außerdem gehörte er vom 1. Dezember 1946 bis zum 26. November 1950 dem Bayerischen Landtag an. Er wurde im Wahlkreis Niederbayern/Oberpfalz gewählt und gehörte dem Ausschuss für die Geschäftsordnung an.